# 章國珍
章國珍（1966年8月31日—）是台灣的知名新聞主播，現已淡出媒體界。

## 生平
章國珍畢業於國立清華大學中國語文學系。曾在大學時代加入國立清華大學思言社社員並榮獲全國最佳辯士。1990年考進中視新聞部後，先後當任中視新聞記者、中視新聞主播，並於2002年10月6日轉任中視新聞主編，現已淡出新聞媒體圈。

## 家庭
- 丈夫為陸麟錚，現任中國信託金控主任秘書 ，曾任中國信託商業銀行法律事務部副總經理、中國信託商業銀行法令遵循處資深副總。最高學歷為 哈佛大学 法學碩士。
- 女兒為陸之樂（1997），曾就讀 台北市私立復興中小學、康橋雙語學校、倫敦大學經濟學系、加利福尼亞大學聖塔芭芭拉分校（UCSB）會計系，目前就讀於 哥伦比亚大学研究所。曾任於美國 安永會計師事務所（ Ernst & Young ）現任值於美國 高盛證券投資公司(Goldman Sachs)
- 兒子為陸心樂（2000），曾就讀於 台北市私立復興中小學、介壽國中、卓越大學先修學苑（The Primacy Collegiate Academy），舊金山山腳學院（Foothill College），畢業於 聖荷西州立大學（SJSU) 工商管理。現任職於美國 中國信託商業銀行(CTBC Bank U.S.A)

## 學歷
- 國立清華大學中國語文學系（1985年～1989年）

## 經歷
- 國立清華大學思言社社員及全國最佳辯士
- 中視新聞記者（1990年3月1日-2002年10月5日）
- 中視氣象台氣象主播（1991年）
- 《中視午間新聞》主播（1991年～1992年）
- 《中視新聞全球報導》假日主播(1992年～1998年）
- 《中視新聞全球報導》代理主播（1993年）
- 中視《中國大陸內幕》主持人（1994年）
- 中視《大中華論壇》主持人（1996年）
- 《中視早安新聞》主播兼執行製作人（1996年9月2日～2002年10月5日）
- 中視二台《HER NEWS》午間新聞主播（1997年3月～1998年）
- 台安醫院旗下網站《台安婦幼醫院》(For-u)代言人(2000年）
- 《中視新聞6一下》主編（2009年8月31日～2011年8月12日）
- 中視新聞部主編（2002年10月6日～待查）

## 曾經採訪路線
- 立法院
- 海基會
- 陸委會

## 重大採訪經歷
- 1992年-採訪前行政院長郝柏村記者會
- 1993年-赴新加坡採訪辜汪會談
- 1994年-赴海南島實地採訪「海南島－冒險家的樂園」系列報導
- 1995年-赴美採訪李登輝總統訪美行程
- 1992年-採訪中華民國八十一年國慶大會
- 1993年-採訪中華民國八十二年國慶大會
- 1994年-採訪中華民國八十三年國慶大會
- 1995年-採訪中華民國八十四年國慶大會
- 1996年-採訪中華民國八十五年國慶大會
- 1996年-赴北京採訪兩會記者會